# Aabach
Pour les articles homonymes, voir Aabach (homonymie).
L'Aabach est un cours d'eau qui coule du sud au nord à travers le Seetal, dans les cantons de Lucerne et d'Argovie. C'est un sous-affluent de l'Aar.

## Cours
Sa source est le lac de Baldegg, lui-même alimenté par plusieurs ruisseaux de longueurs restreintes. À Mosen, l'Aabach pénètre dans le Hallwilersee. Il en ressort entre Boniswil et Seengen. À environ 700 mètres des berges du nord du lac, bâti sur deux îles artificielles, se trouve le château de Hallwyl, un des châteaux au bord de l'eau les plus marquants de la Suisse.
Un conduit de dégagement souterrain bifurque à la périphérie sud de Lenzburg, pour rejoindre le cours d'eau en aval de Niederlenz, afin d'éviter des inondations pendant les hautes eaux. L'Aabach se jette dans la Bünz près de Wildegg. Cette dernière rejoint l'Aar deux cents mètres en aval.

### Source
- (de) Cet article est partiellement ou en totalité issu de l’article de Wikipédia en allemand intitulé « Aabach (Seetal) » (voir la liste des auteurs).